# Joseph Marie Gambaro
Pour les articles homonymes, voir Gambaro.
Joseph Marie Gambaro, en italien Giuseppe Maria Gambaro, est un prêtre catholique franciscain réformé italien, missionnaire en Chine, né le 7 août 1869 à Galliate, ville de la province de Novare dans le Piémont en Italie, mort le 7 juillet 1900 à Hoang-scia-wan dans la province du Hunan en Chine.   
Reconnu martyr de la foi, il est proclamé saint par le pape Jean-Paul II au cours de la cérémonie de canonisation des martyrs de Chine le 1er octobre 2000 sur la place Saint-Pierre de Rome. Il est fêté le 7 juillet.

## Biographie
Joseph Marie Gambaro naît à Galliate dans la province italienne de Novare, au Piémont, le 7 août 1869. Il est le fils de Pacifico Gambaro et de Francesca Bozzolo, couple de chrétiens pieux. Il effectue sa première communion à huit ans, ce qui est rare à l'époque où l'usage est plutôt de la faire à treize ans. Des exercices spirituels prêchés par des pères passionistes font naître en lui la vocation religieuse.
Avec la permission de ses parents, il entre à 17 ans au collège séraphique du mont Mesma, au bord du lac d'Orta ; il est remarqué pour sa docilité, son obéissance à la règle et son assiduité aux études. Il est admis au noviciat des Franciscains le 27 septembre 1886. Il prononce quatre ans plus tard ses vœux religieux perpétuels, le 28 septembre 1890. Il est ordonné prêtre en présence de ses parents le 13 mars 1892.
Le jeune père Joseph Marie Gambaro est nommé aussitôt à la direction du collège séraphique de Cerano, puis d'Ornavasso,. Il y est très apprécié, et reste à cette charge jusqu'à son départ pour la Chine.
Il éprouve toujours le désir de devenir missionnaire, et ses supérieurs finissent par accepter, après plusieurs refus. Il part le 5 décembre 1895 pour Rome, où il est soumis à l'examen des missionnaires en partance pour la Chine. Il quitte Rome pour Naples le 11 décembre et s'embarque pour Alexandrie, séjourne deux mois en Terre sainte, puis part définitivement pour la Chine.
Arrivé au port chinois de Hankou et accueilli par les autres Franciscains, selon l'usage on lui rase la tête et il retire sa bure franciscaine pour revêtir un costume chinois. Il est envoyé à 1 000 km de là, à Hengchow (ou Hengzhou, aujourd'hui Hengyang), où il se consacre à l'évangélisation des paysans et des artisans. 
Lors de la révolte des Boxers, le jeune missionnaire Céside Giacomantonio est tué à Hengyang le 4 juillet 1900. Le vicaire apostolique Antonin Fantosati décide d'y aller ; Joseph Marie Gambaro l'accompagne. Dès qu'ils arrivent le 7 juillet, leur barque est cernée, on leur lance des pierres, ils s'effondrent tous les deux, en répétant « Jésus, Marie ». Joseph Marie Gambato se traîne vers l'évêque, lui embrasse les pieds et meurt. Le prélat meurt deux heures plus tard.

## Canonisation
Joseph Marie Gambaro est reconnu martyr de la foi par l'Église catholique, il est alors vénérable. Il est proclamé bienheureux par Pie XII lors de la béatification de 29 martyrs franciscains.
Il est ensuite proclamé saint par le pape Jean-Paul II au cours de la cérémonie de canonisation des 120 martyrs de Chine le 1er octobre 2000 sur la place Saint-Pierre de Rome. Saint Joseph Marie Gambaro est fêté le 7 juillet, et le 9 juillet avec le groupe des martyrs. 